# Eugen Bock
Friedrich Wilhelm Eugen Bock (* 18. Juni 1816 in Weißensee; † 21. Januar 1888 in Berlin) war ein deutscher Politiker, preußischer Generalmajor und Inspekteur der 2. Festungs-Inspektion.

## Leben

### Herkunft
Seine Eltern waren der Regierungshauptkassensekretär Friedrich Daniel Bock und dessen Ehefrau eine geborene Thomas.

### Militärkarriere
Nach dem Besuch der Musterschule und des Gymnasiums in Erfurt trat Bock am 10. Juli 1834 als Freiwilliger in die 4. Pionier-Abteilung der Preußischen Armee ein. Zur weiteren Ausbildung absolvierte er von Oktober 1835 bis September 1839 die Vereinigte Artillerie- und Ingenieurschule und wurde Anfang Oktober 1837 aggregierter Sekondeleutnant in der 3. Ingenieur-Inspektion. Er kehrte aber am 1. Oktober 1838 in die 4. Pionierabteilung zurück. Am 10. September 1840 wurde er zum Adjutanten dieser Abteilung ernannt und am 30. Dezember 1841 unter Belassung bei der 4. Pionierabteilung in die 3. Ingenieurinspektion einrangiert. Aber am 16. November 1845 kam er zur Fortifikationsarbeiten in die Festung Minden. Am 27. März 1849 zum Premierleutnant befördert, vom 29. Mai bis zum 19. Juli 1849 war er in das Reichskorps nach Baden abkommandiert. Während der Badischen Revolution kämpfte er in den Gefechten bei Großsachsen, Hirschhorn, Sinsheim, Gernsheim und Oos. Er wurde am 9. August 1849 zu Dienstleistungen in die 1. Ingenieur-Inspektion kommandiert und der 3. Ingenieur-Inspektion aggregiert. Am 20. Dezember 1851 wurde er in die 1. Ingenieur-Inspektion versetzt und am 22. Juni 1852 zum Hauptmann befördert. Am 6. Oktober 1854 kam er in die 3. Ingenieur-Inspektion und wurde Kommandeur der 1. Kompanie der 7. Pionier-Abteilung. Schon am 28. September 1856 kam er in die 2. Ingenieur-Inspektion und wurde zum Fortifikationsdienst in die Festung Magdeburg kommandiert. Am 3. August 1858 erfolgte seine Ernennung zum Kommandeur der 8. Pionier-Abteilung. Daran schloss sich ab dem 1. Juli 1860 eine Verwendung als Ingenieuroffizier vom Platz in die Festung Torgau an und am 7. Mai 1861 stieg er zum Major auf. Er wurde am 13. Januar 1866 als Ingenieuroffizier vom Platz nach Danzig versetzt. Dort wurde er am 8. Juni 1866 Oberstleutnant. Am 17. Oktober 1857 ernannte man Bock zum Inspekteur der 2. Festungs-Inspektion. Außerdem wurde er am 2. Dezember 1867 Mitglied der Prüfungskommission für Hauptleute und Premierleutnants des Ingenieurkorps. Er erhielt am 22. März 1868 die Beförderung zum Oberst. Am 23. Januar 1870 wurde er mit dem Kronen-Orden III. Klasse und am 21. Januar 1872 mit dem Roten Adlerorden III. Klasse mit Schleife ausgezeichnet. Er erhielt am 22. März 1873 den Charakter als Generalmajor und wurde am 12. April 1873 mit Pension zur Disposition gestellt.
Er starb am 21. Januar 1888 in Berlin und wurde am 24. Januar 1888 beigesetzt auf dem Dreifaltigkeitsfriedhof beigesetzt.

### Frankfurter Nationalversammlung
Bock war vom 26. Mai 1848 bis 20. Mai 1849 Mitglied der Frankfurter Nationalversammlung für die Provinz Westfalen in Gütersloh. Er war Mitglied der Casino-Fraktion. Vom 29. Mai bis 19. Juli 1849 war er Kommandeur des Reichskorps in Baden.

### Familie
Bock heiratete am 7. August 1854 in Berlin Johanna Marie Emilie Schaeffer (1831–1915), eine Tochter des Privatiers Johann Gottfried Schaeffer. Da Paar hatte einen Sohn und eine Tochter.